# The Animals on Tour
The Animals on Tour är ett musikalbum med det brittiska rock-bandet The Animals, utgivet februari 1965 i USA av skivbolaget MGM Records.

## Låtlista
Sida 1
1. "Boom Boom" (John Lee Hooker) – 2:57
2. "How You've Changed" (Chuck Berry) – 3:10
3. "Mess Around" (Ahmet Nugetre) – 2:18
4. "Bright Lights, Big City" (Jimmy Reed) – 2:52
5. "I Believe to My Soul" (Ray Charles) – 3:23
6. "Worried Life Blues" (Big Maceo Merriweather) – 4:09

Sida 2
1. "Let the Good Times Roll" (Leonard Lee) – 1:52
2. "I Ain't Got You" (Calvin Carter) – 2:27
3. "Hallelujah I Love Her So" (Ray Charles) – 2:43
4. "I'm Crying" (Alan Price/Eric Burdon) – 2:49
5. "Dimples" (John Lee Hooker/James Bracken) – 3:15
6. "She Said Yeah" (Roddy Jackson/Sonny Christy) – 2:19

## Medverkande
Musiker (The Animals)
- Eric Burdon – sång
- Alan Price – keyboard
- Hilton Valentine – gitarr
- Chas Chandler – basgitarr
- John Steel – trummor

Produktion
- Mickie Most – musikproducent
- Val Valentin – ljudtekniker